# Cantone di Coronel Marcelino Maridueña
Il Cantone di Coronel Marcelino Maridueña è un cantone dell'Ecuador che si trova nella Provincia del Guayas.
Il capoluogo del cantone è Coronel Marcelino Maridueña.